# Cinquena expedició de Tamerlà al Mogolistan (1377)
La cinquena expedició de Tamerlà al Mogolistan (1377) fou una campanya militar dirigida personalment per Tamerlà contra el kanat de Mogolistan i el seu kan Kamar al-Din.
Encara no havien tornat les tropes enviades al Mogolistan sota direcció d'Umar Xaikh (vegeu Expedició al Mogolistan d'Umar Xaikh (1377)) que Timur (Tamerlà) ja estava mobilitzant a l'exèrcit per anar-hi personalment. Muhammad Beg va enviar l'avantguarda manada per Ak Timur Bahadur i amir Abas Bahadur. Després d'uns dies d'exploració l'avantguarda va localitzar a Kamar al-Din a Bugham Asighul. Després d'un breu combat els mogols foren posats en fuita. Quan Timur va arribar es va iniciar la persecució que va seguir fins al Konkar, on va rebre un missatge del príncep Toktamish. Timur es va dirigir a Ounagour i després a Uzkand, enfilant després cap a Samarcanda.